# 이지훈 (1991년)
이지훈(1991년 1월 7일 ~ )은 전 KBO 리그 LG 트윈스의 투수이자, 전 독립 야구단 고양 원더스 투수이다.

## 출신학교
- 배명고등학교
- 서울 문화예술대학교